# Посёлок имени Тимирязева
И́мени Тимиря́зева — посёлок в Городецком районе Нижегородской области России. Административный центр Тимирязевского сельсовета.

## География
Посёлок находится на западе центральной части Нижегородской области, в зоне хвойно-широколиственных лесов, при автодороге 22Н-1930, на расстоянии приблизительно 4 км (по прямой) к северо-западу от Городца, административного центра района. Абсолютная высота — 112 м над уровнем моря.

### Климат
Климат характеризуется как умеренно континентальный, с относительно коротким умеренно тёплым летом и холодной продолжительной зимой. Среднегодовая температура — 3,6 °C. Средняя температура воздуха самого тёплого месяца (июля) — 18,4 °C (абсолютный максимум — 37 °C); самого холодного (января) — −11,8 °C (абсолютный минимум — −40 °C). Безморозный период длится около 146 дней. Среднегодовое количество атмосферных осадков составляет около 450—550 мм, из которых большая часть выпадает в тёплый период. Устойчивый снежный покров устанавливается, как правило, в ноябре и держится около 154 дней.

### Часовой пояс
Посёлок Имени Тимирязева, как и вся Нижегородская область, находится в часовой зоне МСК (московское время). Смещение применяемого времени относительно UTC составляет +3:00.

## Население
| 2002 | 2010  |
| ---- | ----- |
| 1076 | ↗1091 |

### Национальный состав
Согласно результатам переписи 2002 года, в национальной структуре населения русские составляли 99 %.

## Улицы
| - ул. Гагарина, - ул. Ерёменская, - ул. Калинина, - ул. Медведковская, | - ул. Молодёжная, - ул. Новая, - ул. Октябрьская, - ул. Полевая, | - ул. Советская, - ул. Титова, - ул. Школьная, - ул. Яблонская. |